# Fred Rister
Fred Rister (Malo-les-Bains, Frankrijk, 19 juni 1961 – Tourcoing, 20 augustus 2019), geboren als Frédéric Riesterer, was een Franse muziekproducent, componist, remixer, dj en radiopresentator. Hij werd internationaal bekend als de creatieve partner van David Guetta en stond mee aan de wieg van enkele van de grootste dance- en pophits van de jaren 2000.

## Carrière
Rister begon zijn carrière als kapper, dj en radiopresentator in Noord-Frankrijk en België. Hij werkte onder meer bij Radio Corsaire en de discotheek Galaxy. In de jaren 1990 produceerde hij eurodance-tracks, onder andere met de zangeres Abyale. Zijn doorbraak kwam in de jaren 2000 toen hij samen met David Guetta werkte aan hits zoals "Love Is Gone", "When Love Takes Over" en "I Gotta Feeling" van de Black Eyed Peas.
Hij werkte ook samen met artiesten als Chris Willis, Kelly Rowland, LMFAO en Flo Rida. Zijn stijl, die hij zelf "Electro Pop Music" (EPM) noemde, combineerde elektronische beats met popmelodieën.

## Erkenning
Rister ontving meerdere onderscheidingen, waaronder een Grammy Award in 2010 voor "When Love Takes Over" (beste dance-opname). Hij werd ook bekroond met de Grand Prix Sacem voor zijn internationale werk als componist en producer.
- Bibliothèque nationale de France: cb14774443q (data)
- Gemeinsame Normdatei: 1177264269
- International Standard Name Identifier: 0000 0000 0294 6212
- Library of Congress Control Number: n2019028008
- MusicBrainz: ca33084d-5f9e-4e10-83c6-782abae21be6
- Système universitaire de documentation: 078051479
- Virtual International Authority File: 14984451